# Cires-lès-Mello
Cires-lès-Mello è un comune francese di 3 613 abitanti situato nel dipartimento dell'Oise della regione dell'Alta Francia.

## Società

### Evoluzione demografica
Abitanti censiti